# حسن أوزكان
حسن أوزكان (بالتركية: Hasan Özkan)‏ هو لاعب كرة قدم تركي في مركز الوسط، ولد في 14 نوفمبر 1997 في جيتي في بلجيكا. لعب مع نادي غينت.

## وصلات خارجية
- حسن أوزكان على موقع اتحاد تركيا (لاعب) (الإنجليزية)
- حسن أوزكان على موقع قاعدة بيانات كرة القدم.إي يو (الإنجليزية)
- حسن أوزكان على موقع Soccerway.com (الإنجليزية)
- حسن أوزكان على موقع عالم كرة القدم.نت (الإنجليزية)